# イザベル・ルイザ・デ・ブラガンサ
イザベル・ルイザ・デ・ブラガンサ（ポルトガル語: Isabel Luísa de Bragança、1669年1月6日 - 1690年10月21日）はポルトガル王国のインファンタ、ベイラ女公。ポルトガル王ペドロ2世と1番目の妻マリー・フランソワーズ・ド・サヴォワ＝ヌムールの娘。1668年から異母弟ジョアンが生まれる1689年までポルトガル王位の推定相続人だった。

## 生涯
イザベル・ルイザは1669年、ポルトガル王ペドロ2世と1番目の妻マリー・フランソワーズ・ド・サヴォワ＝ヌムールの間で生まれた。彼女にはサヴォイア公ヴィットーリオ・アメデーオ2世との縁談があったが、二人の結婚はヴィットーリオ・アメデーオ2世がポルトガルに移住することと、彼と不仲だった母のマリー・ジャンヌ・ド・サヴォワ＝ヌムールが摂政の位に留まることを意味したため、サヴォイア宮廷で猛反対され、お流れとなった。その後もトスカーナ大公子ジャン・ガストーネ・デ・メディチ、フランスのグラン・ドーファン、スペイン王カルロス2世、パルマ公ラヌッチョ2世など数多くの縁談があったが、いずれも結婚まで至らなかったため「常に婚約者」（葡: Sempre-noiva）という不名誉なあだ名がつけられた。
1690年に天然痘で死去、ブラガンサ王家霊廟で埋葬された。